# Nirvana (formație)
Nirvana a fost o trupă de muzică grunge fondată în 1987 în Aberdeen, statul Washington, SUA. 

Trupa a început să devină cunoscută în "mainstream"-ul muzicii rock mulțumită piesei „Smells Like Teen Spirit” („Miroase A Spirit De 
Adolescent”) de pe albumul lor din 1991 „Nevermind” („Las-o baltă”). Tot mulțumită acestui succes au devenit populare și alte trupe de „grunge” precum Alice in Chains, Pearl Jam, sau Soundgarden. Astfel, rock-ul alternativ a fost introdus masiv în mass-media americană de la începutul anilor '90 ai secolului trecut.
Kurt Cobain, liderul formației, a fost numit în media, „spokesman of a generation” („purtătorul de cuvânt al unei generații”), în timp ce Nirvana trebuia să fie reprezentanta Generației X. În realitate, Cobain nu era încântat de atenția primită din partea mass-mediei și a încercat să se concentreze asupra muzicii sale, asupra creației artistice. El și-a provocat fanii cu al treilea album de studio, „In Utero”. Deși popularitatea trupei a scăzut între ascultătorii de rock „mainstream”, nucleul de bază al fanilor Nirvana a continuat să aprecieze profunzimea întunecată a trupei, care s-a făcut simțită și în cadrul reprezentației de la MTV Unplugged, din 1993.
Nirvana s-a destrămat după moartea neașteptată a lui Kurt Cobain din 5 aprilie 1994, dar popularitatea trupei a continuat să crească. La opt ani după moartea lui Cobain, un demo neterminat pe care trupa l-a înregistrat cu două luni înainte de moartea lui, „You Know You're Right” („Știi că ai dreptate”), a ajuns pe locul întâi în topuri de radio din întreaga lume. S-au vândut mai bine de 60 de milioane de albume pe tot globul de la debutul trupei, incluzând aici 10 milioane de copii ale albumului „Nevermind” numai în Statele Unite. Posturi de radio din întreaga lume includ și astăzi cântece Nirvana în playlist-urile lor.

## Istoric
Nirvana a fost una dintre cele mai populare trupe de rock din America, formată în 1987 în Aberdeen, Washington. Muzica lor a fost un amestec de punk și alternative rock și a fost etichetată drept grunge rock de grupurile media de atunci. Nirvana a fost una dintre cele mai cunoscute patru trupe de grunge, alături de Alice in Chains, Pearl Jam și Soundgarden. Trupa s-a destrămat în 1994, dupa moartea lui Kurt Cobain. Multi critici și istorici descriu Nirvana ca “nava mamă” a “Generației X” și au vândut peste 50 milioane albume în toata lumea.
Cobain și Krist Novoselic s-au întâlnit în 1985. Amândoi erau fani The Melvins, și erau interesați să înființeze o formație. Au lucrat cu bateriștii Aaron Burckhard, Dan Peters și Dale Crover (The Melvins, care a realizat cu ei primele demo-uri), înainte să se fie cooptat Chad Channing. Channing a cântat pe primul lor album, Bleach, lansat de Sub Pop Rec.
Multe piese din sesiunile precedente cu Dale Crover au fost incluse pe album, iar albumul a fost influențat de formația preferată a lui Cobain, The Melvins, stilul dirge-rock al celor de la Mudhoney și chiar de formația de black-metal Celtic Frost.
Deși nu a cântat pe album, Jason Everman a fost creditat ca chitarist deoarece a pus banii pentru sesiunile de înregistrări. După ce albumul a fost terminat, Everman a avut un rol scurt și controversat ca al doilea chitarist, dar a fost dat afară după terminarea turneului american.            
La începutul anului 1990, trupa a început munca la următoarele înregistrări alături de Butch Vig. În timpul înregistrărilor, Kurt și Krist au realizat că Chad nu era bateristul pe care îl căutau, și a fost înlocuit câteva săptămâni cu Dale Crover, iar acestuia i-a luat locul Dan Peters (Mudhoney) cu care au înregistrat “Sliver”. În 1990, Buzz Osbourne le-a făcut cunoștință cu Dave Grohl (D.C. Hardcore punks Scream). Nirvana și-au continuat turneele după, incluzând și o apariție scurtă cu Sonic Youth în documentarul 1991: The Year Punk Broke.

## Membrii trupei
| Componența finală - Kurt Cobain – vocal, chitară (1987-1994) - Krist Novoselic – chitară bas (1987–1994) - Dave Grohl – baterie, back vocal (1990–1994) | Foști membri - Aaron Burckhard – baterie (1987–1988) - Dale Crover – baterie (1988, 1990) - Dave Foster – baterie (1988) - Chad Channing – baterie (1988–1990) - Jason Everman – chitară (1989) - Dan Peters – baterie (1990) | Membri de turnee - Pat Smear – chitară, back vocal (1993–1994) - Lori Goldston – violoncel (1993–1994) |

## Primul album
După numeroase recomandări din partea lui Kim Gordon (Sonic Youth), David Geffen a încheiat un contract pentru Nirvana cu DGC Records în ‘90, și trupa a început înregistrările pentru primul lor album la o casă mare de discuri. Rezultatul, albumul Nevermind, este acum văzut ca un album clasic. Pentru acest album, trupa s-a decis să continue munca alături de Vig. În loc să înregistreze albumul la studioul lui Vig, trupa s-a mutat la Sound City Studios în Los Angeles. Timp de două luni, au trecut printr-o varietate de piese. Unele piese, inclusiv “In Bloom” și “Breed”, erau în repertoriul trupei de mult timp, în timp ce altele, ca “On A Plain” și “Stay Away”, nu au fost complete până aproape de finalul înregistrărilor. După terminarea înregistrărilor, Vig și trupa s-au apucat de mixarea pieselor. Dar, după câteva zile, au ajuns la concluzia că nu le placeau felul cum iese mixajul. Drept urmare, au decis să cheme pe altcineva, DGC oferind o listă cu posibilii înlocuitori pentru Vig. Cobain nu a dorit să folosească oameni care au lucrat cu formații care îi plăceau, deoarece nu dorea ca Nirvana să semene cu ele. A decis să-l cheme pe cel de la capătul listei – Slayer: Andy Wallace (Wallace a fost co-producător la albumul “Seasons In The Abyss” al celor de la Slayer). La câteva luni după lansarea albumului, Kurt Cobain s-a plâns că mixajul pentru Nevermind, realizat de Wallace, nu a fost chiar ce și-a dorit, deși acesta, Andy Wallace, fusese opțiunea sa; mai mult, membrii trupei se implicaseră ei înșiși în procesul de mixare. Chiar dacă trupa era dezamăgită de sound-ul lustruit al albumului, Wallace a reușit cu succes să tempereze inclinațiile formației spre indie rock și a creat, în schimb, un sound rock pregătit să fie aruncat în mainstream. Inițial, se așteptau ca vânzările pentru Nevermind să fie în jur de 500.000 de copii, dar albumul s-a vândut în peste 10 milioane exemplare numai în SUA. Single-ul “Smells Like Teen Spirit” a fost difuzat foarte mult pe MTV, aducând grunge-ul și așa zisă alternative culture în prim plan. Popularitatea rockului alternativ este de multe ori creditat albumului Nevermind, iar în ianuarie 1992 albumul a ajuns pe locul întâi în topurile Billboard înlocuind albumul Dangerous al lui Michael Jackson, eveniment ce este văzut ca un simbol al victoriei alternative rock-ului asupra pop-ului.
În februarie 1992, după un turneu în Australia, Cobain s-a căsătorit cu Courtney Love în Hawaii. Courtney a nscut o fetiță, Frances Bean, în august. La 12 zile după nașterea fetiței, Nirvana a cântat în unul dintre cele mai bune concerte ale lor, la Reading Festival. Cobain a intrat pe scenă într-un scaun cu rotile în glumă, și apoi s-a alăturat celorlalți membri, trecând prin melodii vechi și noi. La un moment dat în timpul spectacolului, Cobain a făcut cunoscut publicului nașterea fetiței sale, și a reușit să convingă publicul să strige în cor “We love you Courtney !”. Dave Grohl a povestit într-o emisiune la radio că trupa a fost foarte îngrijorată înaintea spectacolului. Credeau că acesta va fi un dezastru total, ținând cont de evenimentele din acel an și a faptului că nu mai repetaseră nici o piesă în 6 luni, în schimb, acesta s-a dovedit a fi unul dintre cele mai bune spectacole din cariera lor.

## Discografie
Albume & Compilații
| An   | Titlu                               | Casă de discuri | Alte informații                                       |
| 1989 | Bleach                              | Sub Pop         | Primul album de studio.                               |
| 1991 | Nevermind                           | Geffen Records  | Al doilea album de studio.                            |
| 1992 | Incesticide                         | Geffen Records  | Compilație de piese de studio rare și versiuni cover. |
| 1993 | In Utero                            | Geffen Records  | Al treilea album de studio.                           |
| 1994 | MTV Unplugged in New York           | Geffen Records  | Album live acustic.                                   |
| 1994 | Live! Tonight! Sold Out!!           | Geffen Records  |                                                       |
| 1995 | Singles                             | Geffen Records  |                                                       |
| 1996 | From the Muddy Banks of the Wishkah | Geffen Records  |                                                       |
| 2002 | Nirvana                             | Universal       |                                                       |
| 2004 | With the Lights Out                 | Geffen Records  |                                                       |
| 2005 | Sliver: The Best of the Box         | Geffen Records  |                                                       |

Single-uri & EP-uri
| An   | Titlu                            | Casă de discuri | Alte informații                       |
| 1988 | Love Buzz                        | Sub Pop         |                                       |
| 1989 | Blew (EP)                        | Tupelo          |                                       |
| 1990 | Sliver/Dive                      | Sub Pop         |                                       |
| 1991 | Candy/Molly's Lips               | Sub Pop         |                                       |
| 1991 | Here She Comes Now/Venus in Furs | Communion       |                                       |
| 1991 | Smells Like Teen Spirit          | Geffen          | (Nevermind)                           |
| 1992 | Come As You Are                  | Geffen          | (Nevermind)                           |
| 1992 | Lithium                          | Geffen          | (Nevermind)                           |
| 1992 | In Bloom                         | Geffen          | (Nevermind)                           |
| 1992 | Hormoaning (EP)                  | Geffen          |                                       |
| 1993 | Puss/Oh, the Guilt               | Touch and Go    |                                       |
| 1993 | Heart-Shaped Box                 | Geffen          | (In Utero)                            |
| 1993 | All Apologies/Rape Me            | Geffen          | (In Utero)                            |
| 1994 | Pennyroyal Tea                   | Geffen          |                                       |
| 1994 | About a Girl                     | Geffen          | (MTV Unplugged in New York)           |
| 1996 | Aneurysm                         | Geffen          | (From The Muddy Banks of The Wishkah) |
| 2002 | You Know You're Right            | Geffen          | (Nirvana)                             |